# Helcystogramma thaumalea
Helcystogramma thaumalea is een vlinder uit de familie van de tastermotten (Gelechiidae). De wetenschappelijke naam van de soort is voor het eerst geldig gepubliceerd in 1905 door Walsingham.